# ハーバライフ
ハーバライフ（Herbalife）は、健康補助食品の専門メーカー、スキンケアなども扱っている。また、その商標・ブランド名。

## 概要
ハーバライフは、栄養を補助する食品やスキンケア製品を扱っているマルチレベル・マーケティングの会社であり、そのブランド名である。
2004年に経済産業省が連鎖販売取引として定義している
「マルチレベルカスタマー」という新しいマーケティングシステムで、顧客ベースを大切にした販売方法を特徴とする。
ハーバライフ製品は正規のハーバライフメンバーからの流通が法律上正しく、主に、メンバーの運営するニュートリションクラブで栄養サポートを行いながら製品が流通される。各人のニーズに合わせ、カスタマイズしながら製品をチョイスしていくシステム。
世界94カ国、日本国内では全国で展開されており、ハーバライフメンバーのコミュニティに根差したカスタマーサポートが特徴である。
ハーバライフは1980年2月1日にマーク・ヒューズ（Mark Reynolds Hughes）が創設した。
2018年時点で、世界94カ国、300万人以上の正規メンバーによって同社の製品が流通し、同時にハーバライフの「Making the world healthier and happier」というスローガンの下、世界中の人々への健康的なウエイトマネジメントに貢献することを目的としてビジネスが展開されている。
ヨーロッパの科学雑誌であるJournal of Hepatology2007年10月号に、ハーバライフ社の製品摂取による肝障害を示唆する2つの研究論文が掲載された。これを受けて、2008年1月14日、フィンランド食品安全局が調査に乗り出した。同年4月21日にスペイン食品安全庁が肝臓毒性の恐れのあるハーバライフのサプリメントを摂取しないよう注意喚起を出した。
主たる製品
「フォーミュラ1」「フォーミュラ2」「フォーミュラ3」が基本的な製品。

## 経緯
会社設立前
同社の宣伝パンフレットなどで語られている話によるとマーク・ヒューズが18歳のとき母のジョー・アン・ヒューズ（Jo Ann Hughes）がダイエット・ピルを服用した過剰なダイエットと睡眠薬の大量摂取が原因で36歳で死去したことから、中国に渡りハーブについて学んだと言う。そしてマークは医学や栄養学の専門家を集め製品開発したと言い、自ら販売員（ディストリビューター）としてその製品を販売した。
やがてそれをカナダに広げ、世界各地に広げていった。
ハーバライフ・インターナショナル社
- 1980年2月1日 マーク・ヒューズ（Mark Reynolds Hughes）が創設。
- 2004年12月にニューヨーク証券取引所に上場。

日本法人
- 1992年11月 ハーバライフ・オブ・ジャパン株式会社がハーバライフ・インターナショナル社の日本法人として設立され、翌年営業を開始。

本社-東京都港区赤坂）
配送センター　- 川崎市川崎区東扇島。
現在の代表者
- 米国法人のCEOは、Michael O Johnson マイケル・O・ジョンソン[3]。
- 日本法人 ハーバライフ・オブ・ジャパン株式会社の代表取締役社長は、William M. Rahn ウィリアム・ラーン[4]。
- 2016年ポール森がハーバライフ・オブ・ジャパンの代表取締役社長に就任
- 2022年竹本エリがハーバライフ・オブ・ジャパンの代表取締役社長に就任

## 製品開発
ノーベル生理学・医学賞を受賞している循環器系の医師ルイス・イグナロ博士は、カリフォルニア大学ロサンゼルス校（UCLA）教授で、ハーバライフ社と共同開発した「ナイトワークス」、同博士推奨の「ハーバライフライン」「トリシールド」をはじめとして、健康をサポートする製品を開発している。
デビッド・ヒーバー博士は、UCLA教授でUCLA人間栄養学センターの所長を務めている。さらに、アメリカ国内で2000年ベストドクターに選ばれている栄養学の医師で、ハーバライフ社のニュートリション・アドバイザリー・ボードの委員長を務め、製品の研究開発や検査を行っている。
カリフォルニア州ロサンゼルスの「ハーバライフ・プロダクト・アンド・サイエンス・センター」や、UCLA内に創立者の名前を冠した「マーク・ヒューズ細胞・分子栄養学研究所」で栄養補助食品やウエイト・マネージメント製品の研究開発や検査を行っている。

## スポーツ協賛活動
ハーバライフは世界40カ国以上のスポーツイベントに協賛しているほか、FCバルセロナ、インテルナツィオナーレ・ミラノ、ロサンゼルス・ギャラクシー、リオネル・メッシやクリスティアーノ・ロナウド、カロリーナ・コストナーなどオリンピック代表選手を含む多くのアスリートやチームをサポートしている。